# Etienne Gailly
Etienne Gailly, född 26 november 1922 i Beringen, död 21 oktober 1971 i Genval, var en belgisk friidrottare.
Gailly blev olympisk bronsmedaljör på maraton vid sommarspelen 1948 i London.